# 23102 Dayanli
23102 Dayanli este un asteroid din centura principală de asteroizi.

## Descriere
23102 Dayanli este un asteroid din centura principală de asteroizi. A fost descoperit pe 10 decembrie 1999 la Socorro, New Mexico, în cadrul proiectului LINEAR. Asteroidul prezintă o orbită caracterizată de o semiaxă mare de 2,75 ua, o excentricitate de 0,01 și o înclinație de 4,0° în raport cu ecliptica.